# Las aventuras de Max Fridman
Las aventuras de Max Fridman (Le avventure di Max Fridman) es una serie de historietas creada por Vittorio Giardino. Su protagonista homónimo es un exagente judío de los servicios secretos franceses cuyas aventuras se desarrollan durante la agitada década de 1930 en diversos países europeos. 
Las aventuras de Max Fridman se han traducido a varias lenguas, y son consideradas un clásico del cómic, habiendo obtenido numerosos premios, entre ellos el Yellow Kid del Salón Internacional del Cómic de Lucca y el St. Michel de Bruselas. 

## Trayectoria editorial
Giardino creó al personaje de Max Fridman en 1982 tras su matrimonio con una judía y para la nueva revista Orient Express. En las 90 páginas de su primera aventura, titulada Rapsodia húngara, se narra la destrucción de una célula de espionaje francesa en Budapest y cómo el servicio secreto francés fuerza al espía retirado Max Fridman a dejar su hogar en Ginebra, a su hija y su negocio de comercio de tabaco para marchar a Hungría a investigar los asesinatos, obra probablemente del NKVD o el Abwehr.
En 1986 apareció la segunda aventura de Max Fridman, La puerta de Oriente, que transcurre en Estambul. 
En 1999 Giardino volvió al personaje de Max Fridman, esta vez con una historia ambientada en la Guerra civil española titulada No pasarán. Se compone de tres volúmenes, de los cuales el primero apareció en 2000, el segundo en 2002 y el tercero en 2007. Los tres volúmenes, junto con numerosos extras, han sido reunidos en una edición integral.

## Valoración
Para Ignacio Vidal-Folch y Ramón de España, las secuencias iniciales de Rapsodia Húngara estaban por encima de cualquier otro cómic europeo de su época, mientras que La puerta de Oriente desciende algo en calidad.

## Títulos
| Título             | Publicación original                      | Publicación en volumen         | Publicación en español      |
| ------------------ | ----------------------------------------- | ------------------------------ | --------------------------- |
| Rapsodia Ungherese | "Orient Express" nº 1-4, 1982             | Edizioni L'Isola Trovata, 1982 | "Cairo" nº 26, 28-33, 35-36 |
| La Porta d'Oriente | "Corto Maltese" (año III, nº 6-12, 1985). | Edizioni Milano Libri, 1986    | "Cairo" 38-43               |
| No Pasaran         |                                           | Lizard Edizioni, 2000          | Norma Editorial             |
| No Pasaran         |                                           | Lizard Edizioni, 2002          | Norma Editorial             |
| No Pasaran         |                                           | Lizard Edizioni, 2008          | Norma Editorial             |